# Даніла Стоянова

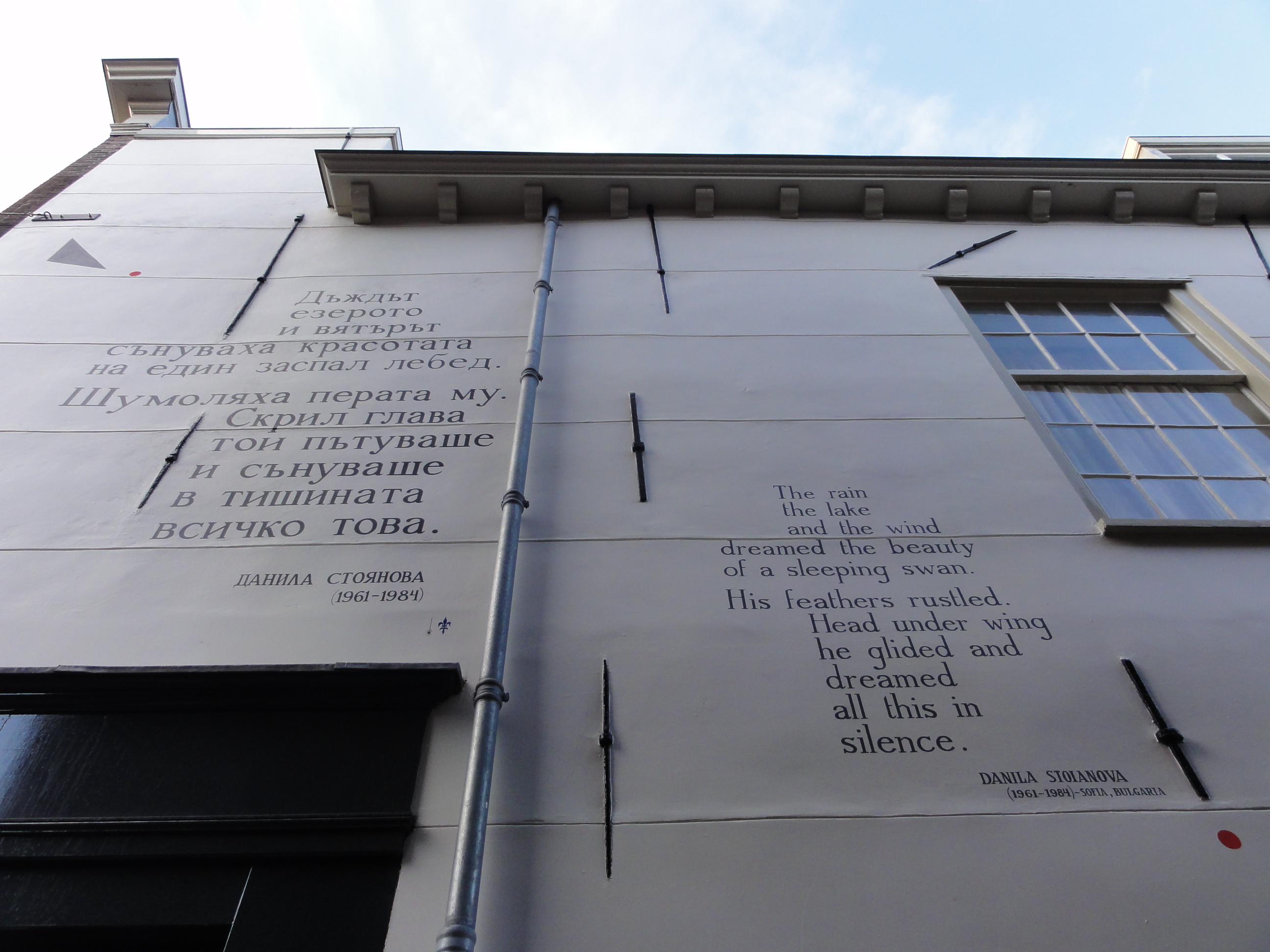
Фасад будинку «Брестрат» № 135 в Лейдені з віршем «Дощ, озеро і вітер»

Даніла Цвєтанова Стоянова, болг. Данила Цветанова Стоянова (*1961 — †1984, Париж) — болгарська поетеса.
Народилася в сім'ї відомого літературного критика та перекладача Цвєтана Стоянова. У 1979 році лікарі встановили, що вона хвора лейкемією на одній з останніх стадій і протягом наступних п'яти років боролася з хворобою.
Вірші Даніли Стоянової вперше були видані в 1990 році в збірці «Спогади про сина». У 2003 році збірка, перекладена на англійську Людмилою Поповою-Уайтман, була видана у Сполучених Штатах. В 2011 один з її віршів було виставлено на фасаді будинку в Лейдені в рамках місцевого проекту «Поезія на стіні».